# Jena Osman
Pour les articles homonymes, voir Osman.
Jena Osman est une poète, chroniqueuse littéraire, anthologiste, éditrice, directrice de publication, librettiste, universitaire américaine née à Philadelphie dans l'État de Pennsylvanie.

## Biographie
Après ses études secondaires, Jena Osman entre à l'Oberlin College où elle obtient son diplôme de Bachelor of Arts (Licence) en 1985. Elle poursuit ses études à l'université Brown où elle obtient un Master of Arts (Mastère 2) en 1987, enfin elle soutient sa thèse de doctorat (Ph.D) en 1998 à l'université d'État de New York à Buffalo.
En 1993, avec Juliana Spahr, elle a co-fondé la revue littéraire Chain.
Elle publie dans diverses revues et magazines, comme Jacket2, Bomb Magazine, Poetry Society of America.
Depuis 2011, Jena Osman est professeur de littérature anglaise et de création littéraire à l'université Temple .

### Carrière universitaire
- 1997-1999 : Assistante au Ursinus College.

- 1999-2004 : Maître assistante à la Temple University,
- 2004-2011 : Maître de conférences à la Temple University,

## Œuvres

### Recueils de poèmes
- Twelve Parts of Her, Providence, Rhode Island, Burning Deck, coll. « Poetry Series », 1989, 12 p. (ISBN 9780930901639),
- Underwater Dive : Version One, Baltimore, Maryland, Paradigm Press, 1990, 22 p. (ISBN 9780945926221),
- Amblyopia, Manhattan, New York, Avenue B., 1993, 48 p. (ISBN 9780939691098),
- The Character, Boston, Massachusetts, Beacon Press, 1999, 132 p. (ISBN 9780807068472, lire en ligne),
- An Essay in Asterisks, Roof Books, 1er janvier 2004, 101 p. (ISBN 9781931824101),
- Public Figures, Middletown, Connecticut, Wesleyan University Press, 2012, 92 p. (ISBN 9780819573117)[9],
- Corporate Relations, Providence, Rhode Island, Burning Deck, 2014, 80 p. (ISBN 9781936194179)[10],
- Motion Studies, Brooklyn, New York, Ugly Duckling Presse, 2019, 144 p. (ISBN 9781946433237),

### Livrets
- Sounds from the Bench, pour le compositeur Ted Hearne (UCLA). La première a eu lieu à San Francisco le 17 mai 2014[11]
- Target, pour le compositeur Keeril Makan (MIT). La première a été montée au Weill Recital Hall, Carnegie Hall, le 10 octobre 2014[12].

### Autres écrits
- Adam Pendleton: ELTDK, co-écrit avec Marc Beasley, éd. Haunch of Venison, 2009
- The Network, Albany, New York, Fence Books, coll. « National poetry series », 2010, 118 p. (ISBN 9781934200407)
- Useful Knowledge: A Genealogy of Shares, éd. The Athenaeum of Philadelphia, 2014,

### Et tant qu'éditrice
- Refuge/Refugee, éd. Chains, 2008,

#### Les Numéros de Chain co-publiés avec Juliana Spahr
- Chain : Special Topic Gender and Editing, vol. 1, Buffalo, New York, Chain, 1994, 282 p. (ISBN 9780922668120)
- Chain n°2 : Documentary, éd Chain, 1995
- Chain n°3 : Volume 1 Hybrid Genres Mixed Media Jena Osman Juliana Spahr, éd. Chain, 1996.
- Chain n°3 : Part 2. Special Topic: Hybrid Genres / Mixed Media, éd. Chain, 1996.
- Chain n°4 : Procedures, éd. 'A`'A Arts, 1997.
- Chain n°5 : Different Languages, éd. 'A`'A Arts, 1998.
- Chain n°6 : Letters, éd. 'A`'A Arts, 1999.
- Chain : Memoir / Anti-Memoir, vol. 7, Hawaï, Honolulu,, University of Hawaï', 2000, 242 p. (ISBN 9781930068018)
- Chain. 8, Comics, Philadelphie, Pennsylvanie, Temple University Press, 2001, 332 p. (ISBN 9781930068124, lire en ligne),
- Chain n°9 : Dialogue, éd. 'A`'A Arts, 2002.
- Chain n°10 : translucinacion, éd. 'A`'A Arts, 2003.
- Chain n°11: Public Forms, éd. 'A`'A Arts, 2004.
- Chain n°12 : Summer 2005, éd. Small Press, 2005 (dernière parution)

## Prix et distinctions
- Artist Residency, The MacDowell Colony, Nov-Dec 2012
- Discovery grant, Pew Foundation for Arts & Heritage, for collaborative project with the Philadelphia Athenaeum, 2011-2012.
- Howard Foundation Fellowship 2010-2011
- 2009 National Poetry Series Award for poetry manuscript The Network
- Artist Residency Fellowship, MacDowell Colony (Peterborough, NH), April 2008
- Temple University Faculty Award for Creative Achievement, 2006-2007
- Pew Fellowship in the Arts, 2006
- Regional Fellow, Penn Humanities Forum, 2005-2006
- Artist Residency Fellowship, MacDowell Colony, June-July 2005
- Individual Artist Fellowship, Pennsylvania Council on the Arts, 2004
- Fund for Poetry Award, 1999
- Barnard College New Women Poets Prize, 1998
- Artist Residency, Blue Mountain Center (Blue Mountain Lake, NY), 1998
- Just Buffalo Literary Center Western New York Writer-in-Residence Award, 1996
- Gertrude Stein Award in Innovative American Poetry, 1996
- Fund for Poetry Award, 1995 ($5,000)
- National Endowment for the Arts grant recipient in poetry, 1991
- New York Foundation for the Arts grant recipient in poetry, 1991
- Artist Residency, The MacDowell Colony (Peterborough, NH), Summer1988 and 1990